# 御楯隊
御楯隊（みたてたい）は、幕末期に長州藩で結成された長州藩諸隊の一つ。
元治元年（1864年）8月、禁門の変に破れた太田市之進、山田顕義、品川弥二郎らが中心となって結成。総督は太田市之進、隊士230名。三田尻を屯所とする。同年12月15日（1865年1月12日）、高杉晋作が決起（功山寺挙兵）すると、これに呼応して俗論党と戦い、呑水、赤村の戦いなどで活躍。この際に隊士玉木彦助が落命している。第二次長州征伐では、芸州口方面で遊撃隊などと共に幕府軍と戦う。慶応3年（1867年）に鴻城隊と合併し、整武隊となる。
御楯隊の調練場であった防府市の防府護國神社境内の桑山招魂場には、御楯隊戦死者の慰霊碑がある。